# Palpomyia scalpellifera
Palpomyia scalpellifera är en tvåvingeart som beskrevs av Eileen D. Grogan och Wirth 1975. Palpomyia scalpellifera ingår i släktet Palpomyia och familjen svidknott. Inga underarter finns listade i Catalogue of Life.